# 链桥 (纽伦堡)
链桥（德語：Kettensteg）是德国纽伦堡的一座行人悬索桥，跨佩格尼茨河，距离中世纪城墙只有几米远。它连接北岸老城区的马克斯广场（Maxplatz），和南岸洛伦茨的下十字街（Untere Kreuzgasse）。
链桥建于1824年，是欧洲大陆上最古老的链桥。
链桥总长度为68米，有两个跨度，每个跨度33米。两边有两股锻铁护栏。
2009年，木桩不再安全，桥不得不关闭。市民和当地公司纷纷捐助，将其重建。2010年12月22日，该桥重新开放，供行人使用。